# 2000 في كندا
فيما يلي قوائم الأحداث التي وقعت خلال عام 2000 في كندا.

## سياسة

### تعيين في المنصب
- 1 يناير – ميرا فريمان نائب حاكم نوفا سكوشا [الإنجليزية]‏.

### انتهاء فترة المنصب
- 1 يناير – جون جيمس كينلي نائب حاكم نوفا سكوشا [الإنجليزية]‏.

## رياضة
- 18 يونيو – جائزة كندا الكبرى 2000 الفائز مايكل شوماخر.

## أفلام
من الأفلام التي صدرت هذه السنة في كندا:
- 1 يناير – قواعد الاشتباك من إخراج ويليام فريدكن.
- 1 يناير – مختل أمريكي من إخراج ماري هارون.
- 1 يناير – مكعب من إخراج فينتشنزو ناتالي.
- 28 أكتوبر – اليوم السادس من إخراج روجر سبوتيسوود.

## برامج ومسلسلات وأنمي
- مغامرات فريد

## موسيقى

### ألبومات
من الألبومات التي صدرت هذه السنة في كندا:
- 24 أكتوبر – وا - نيللي! من غناء نيللي فرتادو.

## مواليد

### يناير
- 1 يناير – بريندان بيني ممثل كندي.
- 1 يناير – جاسون باجادا مغني كندي.
- 1 يناير – جوهان مارتل بيليتي
- 1 يناير – ديف بابكوك
- 1 يناير – كولين أميي
- 1 يناير – مارتن وود
- 1 يناير – مويرا والي-بيكت
- 1 يناير – نهلة عايد صحفية كندية.
- 13 يناير – جوزيف فيلينو

### فبراير
- 1 فبراير – إريكا نوردبي

### مارس
- 27 مارس – صوفي نيلسي ممثلة كندية.

### يونيو
- 13 يونيو – بيني أوليكسياك سباحة كندية.
- 28 يونيو – كايلو بيتيس ممثل كندي.

## وفيات

### يناير
- 22 يناير – آن إيبير (مواليد 1916)

### مايو
- 27 مايو – موريس ريتشارد (مواليد 1921) لاعب هوكي جليد كندي.

### يوليو
- 3 يوليو – لوك دوراند (مواليد 1935) ممثل كندي.

### أغسطس
- 1 أغسطس – باتريشيا جونز (مواليد 1930) عداءة سرعة كندية.
- 1 أغسطس – ماكسي بيرغر (مواليد 1917) ملاكم كندي.

### سبتمبر
- 27 سبتمبر – سامي لوفتسبرينج (مواليد 1916)
- 28 سبتمبر – بيير ترودو (مواليد 1919) رئيس وزراء كندا الخامس عشر.